# Axiologie (Philosophie)
Die philosophische Axiologie (axia „Wert“; auch: Wertphilosophie, Timologie, Werttheorie, Wertlehre) ist die allgemeine Lehre von den Werten. Als philosophisches Gebiet ist sie erst im 19. Jahrhundert entstanden. Ihre Vertreter – z. B. Oskar Kraus – finden ihre Fragestellung bereits in der Güterethik der griechischen Philosophen vor, wenngleich einer der einflussreichsten Vertreter der Wertphilosophie, Max Scheler, seine Theorie im ausdrücklichen Gegensatz zur Güterethik entwickelt hat. Als Begründer der Wertphilosophie gilt u. a. Hermann Lotze. In den allgemeinen Sprachgebrauch ist der Wertbegriff durch die Breitenwirkung der intensiven Diskussionen um die Wende des 20. Jahrhunderts sowie durch die Rezeption von Friedrich Nietzsches Werken, in denen der Ausdruck oft vorkommt, eingedrungen. Der Terminus „Axiologie“ geht auf Eduard von Hartmann zurück, der das Adjektiv „axiologisch“ zuerst 1887 in seiner Philosophie des Schönen gebrauchte, eine systematische Skizze über „die Axiologie und ihre Gliederung“ 1891 publizierte und einen „Grundriss der Axiologie“ ausarbeitete, der 1908 aus seinem Nachlass herausgegeben wurde.

## Geschichte und Theorien
Historisch geht die Wertphilosophie auf die Übernahme des Wertbegriffes der Nationalökonomie zurück; bei Immanuel Kant etwa stellt die Rede vom „absoluten Wert“ des guten Willens eine solche metaphorische Übernahme des nationalökonomischen Wertbegriffes dar. Eine bedeutende Rolle spielt der Wertbegriff bereits in der Ethik von Jakob Friedrich Fries, doch war Lotze der Anknüpfungspunkt der späteren Wertphilosophien. Seit den 1890er Jahren ist der Wertbegriff durch die direkte Lotze-Rezeption George Santayanas und anderer auch in den Vereinigten Staaten geläufig und spielte besonders im moralphilosophischen Spätwerk von John Dewey eine große Rolle, so dass sich für den Ausdruck value in englischsprachigen Ländern dieselben alltagssprachlichen Verwendungsweisen ergaben wie in deutschsprachigen Gebieten.
Lotze vertrat eine objektive Wertphilosophie und schrieb Werten einen eigenen Modus zu: die „Geltung“. Subjektive Werttheorien gehen dagegen von dem Werturteil als Grundlage des Wertes aus: Der wertende Mensch stellt zwischen seinem Maßstab (Wertmaßstab) und einem Gegenstand eine Beziehung her, welche den Wert der Sache darstellt.
Beruht der Wertmaßstab auf einem Lustgefühl durch Bedürfnisbefriedigung, dann entsteht eine psychologische Werttheorie. Werden Werten nur relative Bedeutung und Geltung zugestanden, führt dies zum Wertrelativismus bzw. moralischen Relativismus als besonderer Form des Relativismus.
Die prominentesten Werttheorien des 19. und 20. Jahrhunderts waren:
- der Neukantianismus der Badischen Schule von Heinrich Rickert und Wilhelm Windelband, welche den Werten einen transzendenten Status zuschreiben und ihnen den Modus des Geltens zuerkennen, der vom Modus des (empirischen) Seins zu unterscheiden sei. Die Werte bilden ein eigenes Reich und haben unbedingte Geltung, existieren aber nicht im Modus des Seins.
- die Lebensphilosophie von Friedrich Nietzsche, welcher die Weltanschauung als Ergebnis von Wertschätzungen als „physiologische Forderungen zur Erhaltung einer bestimmten Art von Leben“ und Werten definiert. Diese Wertschätzung kommt im Willen zur Macht zum Ausdruck. Deshalb fordert er eine Umwertung aller Werte.
- die österreichische Wertphilosophie von Franz Brentano und seinen Schülern Christian von Ehrenfels, Edmund Husserl und Alexius Meinong
- der Neovitalismus von Eduard von Hartmann
- der britische Intuitionismus von George Edward Moore, Hastings Rashdall (1858–1924) und William David Ross
- der Pragmatismus von William James, John Dewey und Clarence Irving Lewis
- die an die frühe Phänomenologie Husserls anschließende Wertphilosophie der Wertphänomenologie von Max Scheler und Nicolai Hartmann. Scheler beruft sich auf das Wertgefühl: Das äußert sich im intuitiven Lieben (als Ausdruck des Wertvollen) oder Hassen (als Ausdruck des Wertwidrigen) einer Sache, bevor ihre Bedeutung verstandesmäßig ergründet wurde. Die Werte selbst bilden ein Reich materialer Qualitäten (Scheler), welches unabhängig ist vom Sein.
- sowie der Neurealismus von Ralph Barton Perry (1876–1957).

Windelband erklärte die Wertphilosophie zur kritischen Wissenschaft von den allgemein gültigen Werten. Darin unterscheide sie sich von den exakten Wissenschaften, welche natürliche Gesetzmäßigkeiten und spezielle Phänomene erforschen und systematisieren. Die Wertphilosophie bilde das eigentliche Zentrum der Philosophie.
Die mathematisch exakte Wertwissenschaft stand im Zentrum des Wirkens von Robert S. Hartman. Durch das von ihm entwickelte Axiom der Wertwissenschaft gelang es, unabhängig von unterschiedlichen moralisch-sittlichen Wertvorstellungen eine exakte Wissenschaft der Werte aufzubauen.
Die Werttheorie als umfassender philosophischer Ansatz, wie er bei Lotze, Hartmann und vom südwestdeutschen Neukantianismus ausgebildet worden ist, wurde u. a. von Martin Heidegger scharf kritisiert. Sie wird heute als philosophische Theorie nicht mehr vertreten, wenngleich sie in der Rechtswissenschaft (etwa in der einflussreichen Schule von Rudolf Smend) noch Anhänger hat und auch die Analyse des Werturteils durchaus noch ein Spezialthema der analytischen Philosophie darstellt. Manchen Vertretern der Wertphilosophie galt die Wertphilosophie des 19. und frühen 20. Jahrhunderts hingegen als Fundament der übrigen philosophischen Teildisziplinen, da sie den Anspruch erhob, als Grundlage für andere Bereiche wie Logik, Ethik, Erkenntnistheorie, Rechtsphilosophie, Kulturphilosophie, Religionsphilosophie, soziale Philosophie, politische Philosophie, Ökonomie und Ästhetik dienen zu können.

## Begriffe
Stehen zwei Werte im Konflikt und lassen sie sich nicht beide realisieren, ohne einen zu gefährden, so spricht die Axiologie von einer Wertantinomie. Eine Güterabwägung ist die Methode des Rechtes und der Ethik, die dort zur Anwendung kommt, wo mehrere gleichwertige Güter nicht gleichzeitig verwirklicht werden können.
Der heutige alltags- und nichtphilosophische fachsprachliche (juristische, soziologische …) Gebrauch des Wertbegriffs, dem keine philosophisch ausgearbeitete moderne Werttheorie entspricht, hat zu zahlreichen Zusammensetzungen geführt: Die aus widerstreitenden Wertvorstellungen entstehenden Konflikte können in Werteverfall (Elisabeth Noelle-Neumann), Werteverlust (Rupert Lay) oder Wertesynthese (Helmut Klages) resultieren (siehe auch Wertewandel). Wertblindheit bezeichnet das Fehlen des Gefühls für bestimmte Werte.